# كثافة كونية
هناك جدل ثان يقوم علي الدراسات حول كثافة الطاقة الكلية للكون. حيث كان معروفا نظريا ومشاهدا تيا منذ مدة، أن هذه الطاقة الكلية كثافتها تقترب من الكثافة الحرجة The critical density المطلوبة لجعل الكون مسطحا ومنبسطا. أو بعبارة أخرى التقوس الكوني يصبح صفرا في الزمان والمكان كما جاء في النظرية النسبية العامة لإينشتين.و حبث كانت الطاقة تعادل الكتلة كما في النظرية النسبية الخاصة (E = mc2).وهذا يمكن التعبير عنه بكثافة الكتلة الحرجة اللازمة لجعل الكون منبسطا. فالكتلة المضيئة من مادة الكون تعادل 2-5 % من الكتلة اللازمة لكثافة هذه الكتلة. لأن المادة المظلمة لاتشع ضوءا كافيا لرؤيته، مما يجعلها كتلة مخفية. لكن من خلال الملاحظات التي توصل إليها علماء الفلك عام 1990 ،حول المجرات وعناقيدها. قد جعلتهم يخمنون أن هذه المادة المظلمة لاتتعدي 25% من كثافة الكتلة الحرجة. ومن خلال الملاحظات للمستعر الأعظم تنبأ علماء الفلك بأن الطاقة المظلمة تشكل 70%من كثافة الطاقة الحرجة. وعندما تجمع كتلة المادة مع طاقتها، تصبح الكثافة الكلية للطاقة تعادل تماما ما يحتاجه الكون ليكون منبسطا ومسطحا.